# Roquevidal
Roquevidal – miejscowość i gmina we Francji, w regionie Oksytania, w departamencie Tarn.
Według danych na rok 1990 gminę zamieszkiwało 120 osób, a gęstość zaludnienia wynosiła 16 osób/km² (wśród 3020 gmin regionu Midi-Pireneje Roquevidal plasuje się na 943. miejscu pod względem liczby ludności, natomiast pod względem powierzchni na miejscu 1288.).